# ADAM18
La proteína 18 que contiene el dominio de desintegrina y metaloproteinasa es una enzima que en humanos está codificada por el gen ADAM18. Es una proteína que forma parte de la membrana de la superficie del esperma que puede estar involucrada en la espermatogénesis y la fertilización. Esta es una proteína similar a una metaloproteasa no catalítica.
Este gen codifica un miembro de la familia ADAM (un dominio de desintegrina y metaloproteasa). Los miembros de esta familia son proteínas ancladas a la membrana estructuralmente relacionadas con las desintegrinas del veneno de serpiente y se han implicado en una variedad de procesos biológicos que involucran interacciones célula-célula y célula-matriz, incluida la fertilización, el desarrollo muscular y la neurogénesis. La proteína codificada por este gen es una proteína de la superficie del esperma.